# Eneeldak
Eneeldak est une île de l'atoll de Jaluit, dans les Îles Marshall. Elle est située au sud de l'atoll et est inhabitée.